# Arisaema sahyadricum
Arisaema sahyadricum là một loài thực vật có hoa trong họ Ráy (Araceae). Loài này được S.R.Yadav, K.S.Patil & Bachulkar mô tả khoa học đầu tiên năm 1993.